# Сурда (Караидельский район)
Сурда (баш. Сурзы) — деревня в Караидельском районе Республики Башкортостан Российской Федерации. Входит в состав Кирзинского сельсовета.

## География

### Географическое положение
Расстояние до:
- районного центра (Караидель): 71 км,
- центра сельсовета (Кирзя): 4 км,
- ближайшей ж/д станции (Щучье Озеро): 146 км.

## Население
| 2002 | 2009 | 2010 |
| ---- | ---- | ---- |
| 156  | ↘125 | ↘115 |

Национальный состав
Согласно переписи 2002 года, преобладающие национальности — башкиры (69 %), татары (26 %).